# Campeonato Europeo de Lucha de 2023
El LXXIV Campeonato Europeo de Lucha se celebró en Zagreb (Croacia) entre el 17 y el 23 de abril de 2023 bajo la organización de United World Wrestling (UWW) y la Federación Croata de Lucha.
Las competiciones se realizaron en el Arena Zagreb de la capital croata.
Los luchadores de Rusia y Bielorrusia fueron excluidos de este campeonato debido a la invasión rusa de Ucrania.

## Medallistas

### Lucha grecorromana masculina
| Evento         | Oro                       | Plata                        | Bronce                                                   |
| -------------- | ------------------------- | ---------------------------- | -------------------------------------------------------- |
| 55 kg (22.04)  | Adem Uzun Turquía         | Eldəniz Əzizli Azerbaiyán    | Denis Mihai · Rumania · Nugzar Tsurtsumia · Georgia      |
| 60 kg (23.04)  | Edmond Nazarian Bulgaria  | Victor Ciobanu Moldavia      | Nihat Məmmədli Azerbaiyán Georgi Tibilov Serbia          |
| 63 kg (22.04)  | Leri Abuladze Georgia     | Taleh Məmmədov Azerbaiyán    | Abu Amaev Bulgaria Hrachia Poghosian Armenia             |
| 67 kg (23.04)  | Həsrət Cəfərov Azerbaiyán | Dzhoni Jetsuriani Georgia    | Parviz Nasibov · Ucrania · Håvard Jørgensen · Noruega    |
| 72 kg (23.04)  | Ülvi Qənizadə Azerbaiyán  | Ibrahim Ghanem Francia       | Kamil Czarnecki · Polonia · Selçuk Can · Turquía         |
| 77 kg (22.04)  | Maljas Amoyan Armenia     | Viktor Nemeš Serbia          | Zoltán Lévai · Hungría · Yunus Emre Başar · Turquía      |
| 82 kg (23.04)  | Burhan Akbudak Turquía    | Yaroslav Filchakov · Ucrania | Roland Schwarz · Alemania · Filip Šačić · Croacia        |
| 87 kg (22.04)  | István Takács · Hungría   | Ali Cengiz Turquía           | Semen Novikov Bulgaria Lasha Gobadze Georgia             |
| 97 kg (23.04)  | Artur Alexanian Armenia   | Kiril Milov Bulgaria         | Mihail Kadžaja · Serbia · Artur Omarov · República Checa |
| 130 kg (22.04) | Rıza Kayaalp Turquía      | Sabah Şəriəti Azerbaiyán     | Iakob Kadzhaia · Georgia · Oskar Marvik · Noruega        |

### Lucha libre masculina
| Evento         | Oro                              | Plata                           | Bronce                                                           |
| -------------- | -------------------------------- | ------------------------------- | ---------------------------------------------------------------- |
| 57 kg (18.04)  | Əliabbas Rzazadə Azerbaiyán      | Süleyman Atlı Turquía           | Horst Lehr · Alemania · Gueorgui Vanguelov · Bulgaria            |
| 61 kg (19.04)  | Arsen Harutiunian Armenia        | Zelimkhan Abakarov · Albania    | Emrah Ormanoğlu Turquía Shota Phartenadze Georgia                |
| 65 kg (18.04)  | Vazguen Tevanian Armenia         | Mikiai Naim Bulgaria            | Erik Arushanian · Ucrania · Edem Bolkvadze · Georgia             |
| 70 kg (18.04)  | Hacı Əliyev Azerbaiyán           | Ramazan Ramazanov Bulgaria      | Vasile Diacon · Moldavia · Ihor Nykyforuk · Ucrania              |
| 74 kg (19.04)  | Tajmuraz Salkazanov · Eslovaquia | Frank Chamizo · Italia          | Avtandil Kenchadze Georgia Soner Demirtaş Turquía                |
| 79 kg (18.04)  | Vasyl Myjailov · Ucrania         | Yorgos Kuyumtsidis · Grecia     | Jetag Tsabolov Serbia Ajmad Magomedov Macedonia del Norte        |
| 86 kg (19.04)  | Dauren Kurugliyev · Grecia       | Myles Amine San Marino          | Abubakr Abakarov · Azerbaiyán · Sebastian Jezierzański · Polonia |
| 92 kg (19.04)  | Feyzullah Aktürk Turquía         | Osman Nurməhəmmədov Azerbaiyán  | Mirian Maisuradze · Georgia · Ermak Kardanov · Eslovaquia        |
| 97 kg (18.04)  | Guivi Macharashvili Georgia      | Maqomedxan Maqomedov Azerbaiyán | İbrahim Çiftçi · Turquía · Vladislav Baitsayev · Hungría         |
| 125 kg (19.04) | Taha Akgül Turquía               | Gueno Petriashvili Georgia      | Giorgi Meşvildişvili · Azerbaiyán · Dániel Ligeti · Hungría      |

### Lucha libre femenina
| Evento        | Oro                        | Plata                      | Bronce                                                  |
| ------------- | -------------------------- | -------------------------- | ------------------------------------------------------- |
| 50 kg (20.04) | Mariya Stadnik Azerbaiyán  | Oxana Livach · Ucrania     | Evin Demirhan · Turquía · Emanuela Liuzzi · Italia      |
| 53 kg (21.04) | Emma Malmgren · Suecia     | Stalvira Orshush · Hungría | Zeynep Yetgil · Turquía · María Prevolaraki · Grecia    |
| 55 kg (20.04) | Andreea Ana · Rumania      | Erika Bognár · Hungría     | Tatiana Debien · Francia · Katarzyna Krawczyk · Polonia |
| 57 kg (21.04) | Alina Hrushyna · Ucrania   | Jalə Əliyeva Azerbaiyán    | Evelina Nikolova · Bulgaria · Elena Brugger · Alemania  |
| 59 kg (20.04) | Anastasia Nichita Moldavia | Yuliya Tkach · Ucrania     | Othelie Høie · Noruega · Sandra Paruszewski · Alemania  |
| 62 kg (21.04) | Iryna Koliadenko · Ucrania | Grace Bullen · Noruega     | Luisa Niemesch · Alemania · Biliana Dudova · Bulgaria   |
| 65 kg (21.04) | Mimi Jristova Bulgaria     | Irina Rîngaci Moldavia     | Kriszta Incze · Rumania · Tetiana Sova-Rizhko · Ucrania |
| 68 kg (20.04) | Yuliana Yaneva Bulgaria    | Ala Belinska · Ucrania     | Nesrin Baş Turquía Koumba Larroque Francia              |
| 72 kg (21.04) | Alexandra Anghel · Rumania | Buse Tosun Turquía         | Pauline Lecarpentier · Francia · Dalma Caneva · Italia  |
| 76 kg (20.04) | Yasemin Adar Turquía       | Martina Kuenz · Austria    | Cătălina Axente · Rumania · Cynthia Vescan · Francia    |

## Medallero
| Núm. | País                | Oro | Plata | Bronce | Total |
| ---- | ------------------- | --- | ----- | ------ | ----- |
| 1    | Turquía             | 6   | 3     | 8      | 17    |
| 2    | Azerbaiyán          | 5   | 6     | 3      | 14    |
| 3    | Armenia             | 4   | 0     | 1      | 5     |
| 4    | Ucrania             | 3   | 4     | 4      | 11    |
| 5    | Bulgaria            | 3   | 3     | 5      | 11    |
| 6    | Georgia             | 2   | 2     | 7      | 11    |
| 7    | Rumania             | 2   | 0     | 3      | 5     |
| 8    | Hungría             | 1   | 2     | 3      | 6     |
| 9    | Moldavia            | 1   | 2     | 1      | 4     |
| 10   | Grecia              | 1   | 1     | 1      | 3     |
| 11   | Eslovaquia          | 1   | 0     | 1      | 2     |
| 12   | Suecia              | 1   | 0     | 0      | 1     |
| 13   | Francia             | 0   | 1     | 4      | 5     |
| 14   | Noruega             | 0   | 1     | 3      | 4     |
| 14   | Serbia              | 0   | 1     | 3      | 4     |
| 16   | Italia              | 0   | 1     | 2      | 3     |
| 17   | Albania             | 0   | 1     | 0      | 1     |
| 17   | Austria             | 0   | 1     | 0      | 1     |
| 17   | San Marino          | 0   | 1     | 0      | 1     |
| 20   | Alemania            | 0   | 0     | 5      | 5     |
| 21   | Polonia             | 0   | 0     | 3      | 3     |
| 22   | Croacia             | 0   | 0     | 1      | 1     |
| 22   | Macedonia del Norte | 0   | 0     | 1      | 1     |
| 22   | República Checa     | 0   | 0     | 1      | 1     |
|      | TOTAL               | 30  | 30    | 60     | 120   |